# Thamnobryum assimile
Thamnobryum assimile là một loài Rêu trong họ Neckeraceae. Loài này được (Broth.) Sérgio miêu tả khoa học đầu tiên năm 1981.